# Amenaça per a la salut dels raigs còsmics
L'amenaça per a la salut dels raigs còsmics és el perill que representen els raigs còsmics galàctics i les partícules energètiques solars als astronautes en missions interplanetàries.
Els raigs còsmics galàctics (GCR) consisteixen en protons d'alta energia (85%), heli (14%) i altres nuclis atòmics d'alta energia (HZE). Les partícules energètiques solars consisteixen bàsicament de protons accelerats pel sol en energies altes a través de la proximitat d'erupcions solars i ejeccions de massa coronal.
Es tracta d'un dels obstacles més importants que impedeixen els plans per al viatge interplanetari en vehicles espacials tripulats.

## Radiació de l'entorn de l'espai profund

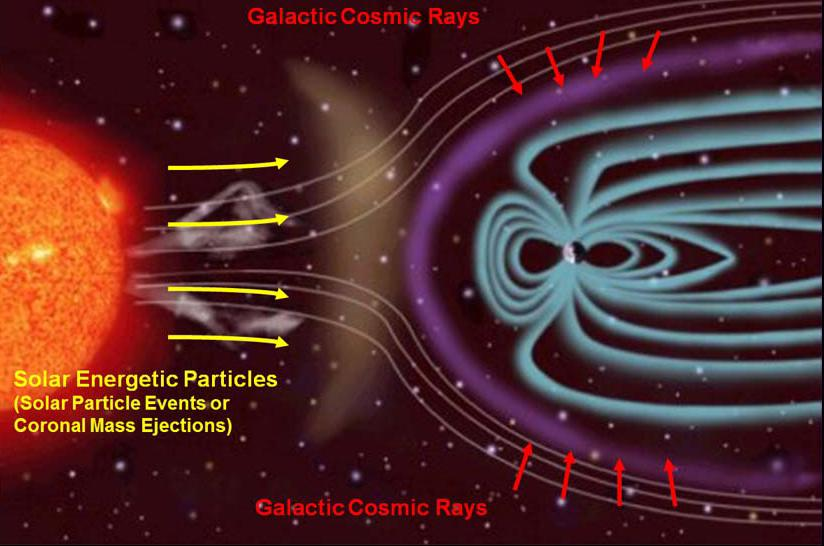
Fonts de la radiació ionitzant a l'Espai Interplanetari

L'entorn de radiació de l'espai profund és molt diferent de la superfície terrestre o en òrbita terrestre baixa, a causa del flux molt més gran de raigs còmics galàctics d'alta energia (GCRs), juntament amb la radiació dels esdeveniments de protons solars (SPEs) i els cinturons de radiació de Van Allen.
Els raigs còmics galàctics creen una dosi de radiació continuada en tot el sistema solar que augmenta durant el mínim i màxim de l'activitat solar. L'interior i exterior dels cinturons de radiació són dues regions de partícules atrapades del vent solar que després són accelerades per la interacció dinàmica amb el camp magnètic de la Terra. Si bé sempre és alta, la dosi de radiació en aquests cinturons poden augmentar dràsticament durant tempestes geomagnètiques i subtempestes. Els esdeveniments solars de protons són ràfegues de protons energètics accelerats pel sol. Ocorren amb poca freqüència i poden produir nivells de radiació extremadament altes. Sense un gruix de blindatge, SPEs són prou forts per causar una síndrome d'irradiació aguda i la mort.
La vida a la superfície de la Terra està protegida dels raigs còsmics per un nombre de factors:
1. L'atmosfera de la Terra és opaca als raigs còsmics primaris amb energies per sota d'uns 1 GeV, només la radiació secundària pot arribar a la superfície. La radiació secundària també és atenuada per l'absorció en l'atmosfera, així com per la desintegració radioactiva en vol d'algunes partícules, com ara muons. Les partícules que entren des d'un rumb pròxim a l'horitzó són especialment atenuats. La població mundial rep una mitjana de 0,4 mSv de la radiació còsmica anualment (separada d'altres fonts d'exposició a la radiació com el radó inhalat) causa del blindatge atmosfèric. A 15 km d'altitud, per sobre de la majoria de la protecció de l'atmosfera, la dosi de radiació en taxa anual s'eleva a 20 mili-Sieverts (mSv) en l'equador 50 - 120 mSv en els pols, variant entre el màxim solar i les condicions mínimes[5][6]
2. A excepció dels més alts raigs còsmics galàctics d'energia, el radi de gir en el camp magnètic terrestre és prou petit per assegurar que són desviades lluny de la Terra. Les missions més enllà de l'òrbita baixa de la Terra abandonen la protecció del camp geomagnètic, i realitzen el trànsit dels cinturons de Van Allen. Així necessiten ser protegits contra l'exposició de raigs còsmics, la radiació de Van Allen o erupcions solars. La regió entre dos a quatre radis de la terra two to four earth radii està entre els dos cinturons de radiació i es refereix de vegades com la "zona segura".[7][8]
3. El camp magnètic interplanetari, incrustat en el vent solar, també desvien els raigs còsmics. A conseqüència, el fluxos de raigs còsmics de l'heliopausa estan inversament correlacionats amb la cicle solar.[9]

Com a resultat, l'entrada d'energia de GCRs a l'atmosfera és insignificant — sobre el 10−9 de la radiació solar - aproximadament el mateix que la llum estel·lar.
Dels factors anteriors, tot però primer s'apliquen en els vehicles en òrbita terrestre baixa, com el Transbordador Espacial i l'Estació Espacial Internacional. L'exposició sobre l'EEI té una mitjana de 150 mSv anualment, encara que les rotacions freqüents de la tripulació minimitzen el risc individual. Els astronautes de les missions Apollo i Skylab van rebre de mitjana 1,2 mSv/dia i 1,4 mSv/dia respectivament. Atès que la durada de les missions Apollo i Skylab van ser dies i mesos, respectivament, en lloc d'anys, les dosis involucrades eren més petites del que s'esperava en les futures missions de llarga durada, com un asteroide proper a la Terra o a Mart (llevat que pogués proporcionar molt més blindatge).

## Efectes sobre la salut humana

Comparació de la dosi de radiació - inclou la quantitat detectada en el viatge des de la Terra a Mart per la RAD a la MSL (2011 - 2013).

Els possibles efectes aguts i crònics a la salut de la radiació espacial, igual que amb altres exposicions de radiació ionitzant, impliquen un dany directe a l'ADN i efectes indirectes a causa de la generació d'espècies d'oxigen reactives. L'agudesa (o la radioteràpia primerenca) dels efectes resultants d'altes dosis de radiació, i aquests és més probable que passi després d'esdeveniments de partícules solars (SPEs). Els possibles efectes crònics de l'exposició a la radiació espacial són els dos esdeveniments estocàstics, com la radiació carcinogènesi i els efectes deterministes degeneratius dels teixits. Fins ara, però, l'única patologia associada amb l'exposició a la radiació espacial és un major risc de cataractes per radiació del cos d'astronautes.
L'amenaça per a la salut depèn del flux, espectre de l'energia, i composició nuclear de la radiació. El flux i l'espectre d'energia depenen d'una varietat de factors: temps solar a curt termini, tendències a llarg termini (com ara un augment aparent des de la dècada de 1950), i la posició en el camp magnètic del Sol. Aquests factors resten desconeguts. El Mars Radiation Environment Experiment (MARIE) es va posar en marxa el 2001 amb la finalitat de recollir més dades. S'estima que els éssers humans no blindats en l'espai interplanetari rebrien anualment aproximadament de 400 a 900 milliSieverts (mSv) (en comparació amb els 2,4 mSv de la Terra) i que una missió a Mart (12 mesos en vol i 18 mesos a Mart) podria exposar als astronautes blindats de ~500 a 1000 mSv. Aquestes dosis s'acosten d'1 a4 Sv dels límits de carrera assessorats pel National Council on Radiation Protection and Measurements en activitats d'òrbita terrestre baixa.
Els efectes quantitatius biològics dels raigs còsmics són poc coneguts, i són objecte d'investigació en curs. Diversos experiments, tant en l'espai i en la Terra, es duen a terme per avaluar el grau exacte de perill.

### Sistema nerviós central
Els possibles efectes primerencs i tardans en el sistema nerviós central són de gran preocupació per la NASA i una àrea d'interès actiu d'investigació actual. Tots dos efectes a curt i llarg termini de l'exposició de CNS a radiació còsmica galàctica (GCR) són probablement el planteig d'importants riscos per a la salut humana neurològicament per a viatges espacials de llarga durada. Segons les estimacions, l'exposició considerable a ions pesants d'alta energia (HZE) així com els protons i radiacions secundàries durant missions prolongades a Mart o la Lluna amb les estimacions de dosis sencer al cos efectivament que van des de 0,17 a superior d'1,0 Sv. Donada l'alta transferència lineal d'energia (LET) del potencial d'aquestes partícules, una proporció considerable de les cèl·lules exposades una radiació HZE és probable que morin. D'acord amb càlculs de fluxos d'energia de ions pesants durant els vols espacials, així com diversos models experimentals de cèl·lules, quan el 5% de les cèl·lules dels astronautes podrien morir durant aquestes missions. Pel que fa a les cèl·lules en crítiques regions del cervell, quant al 13% d'aquests cèl·lules poden ser travessats almenys una vegada per un ió de ferro durant un període de tres anys en missió a Mart. Segons una estimació de la NASA, per cada any que els astronautes passen a l'espai profund, aproximadament un terç dels seus ADNs seran colpejats directament per ions pesants. Així, la pèrdua de cèl·lules crítiques en estructures funcionals altament complexes i organitzades com el sistema nerviós central (CNS) podria resultar en una funció compromesa astronauta, com ara canvis en la percepció sensorial, propiocepció, i comportament o més disminucions a llarg termini en les funcions cognitives i de comportament, incloent l'aparició o la progressió accelerada de malalties cerebrals degeneratives.
Diversos astronautes del programa Apollo van informar que havien vist llum en parpelleigs, encara que els mecanismes necessaris responsables biològics no són clars. Les vies probables inclouen les interaccions de ions pesants amb fotoreceptors de la retina i la radiació de Txerenkov com a resultat de les interaccions entre partícules dins de l'humor vitri. Aquest fenomen s'ha repetit a la Terra per científics de diverses institucions. Com la durada del vol més llarg del programa Apollo va ser menys de dues setmanes, els astronautes havien limitat l'exposició acumulativa i un corresponent risc baix per a la radiació de carcinogènesi. A més, hi havia només 24 astronautes, realitzant anàlisis estadístiques de qualsevol efecte de salut problemàticament potencial.

## Mitigació

### Blindatge
El blindatge amb materials pot ser efectiu contra els raigs còsmics, però el prim blindatge pot empitjorar el problema per alguns dels rajos d'energia més alts, perquè més quantitat d'apantallament provoca un augment en la quantitat de radiació secundària, encara que més (possiblement poc pràctic) gruix de blindatge podria contrarestar-ho. Les parets d'alumini de la ISS, per exemple, es creu que tenen un efecte beneficiós. A l'espai interplanetari, però, es creu que el blindatge d'alumini prim tindria un efecte negatiu.
S'estan estudiant diverses estratègies per millorar els efectes d'aquest perill de radiació per al vol espacial tripulat interplanetari:
- Les naus espacials poden ser construïdes a partir de materials plàstics rics en hidrogen, en lloc d'alumini.[34] Desafortunadament, "Alguns 'raigs còsmics galàctics són tan energètics que cap quantitat raonable de protecció ho pot aturar,' segons adverteix Frank Cucinotta, Cap de la Radiation Health Officer de la NASA. 'Tots els materials tenen aquest problema, incloent el polietilè.'"[35]
- Del material per a blindatge s'ha considerat:
  - Hidrogen líquid, que seria transportat també com a combustible en qualsevol cas, tendeix a donar protecció relativament bona, mentre que produeix nivells relativament baixos de radiació secundària. Per tant, el combustible pot ser col·locat de manera que actuïi com una forma de protecció al voltant de la tripulació. No obstant això, a mesura que el combustible és consumit pel vehicle, el blindatge de la tripulació disminueix.
  - L'aigua, que és necessària per mantenir la vida, també podria contribuir al blindatge. Però també es consumeix durant el viatge a menys que els productes de rebuig.[35]
  - Els asteroides podrien servir per proporcionar blindatge.[36][37]
- Deflexió magnètica de partícules carregades de radiació i/o repulsió electroestàtica és una alternativa hipotètica al blindatge convencional en objecte d'investigació. En la teoria dels requisits de potència, per al cas d'un torus de 5 metres utilitzarien d'uns excessius 10 GW per una simple pantalla electroestàtica (també descarregat pels electrons de l'espai) a uns moderats 10 kW mitjançant l'ús d'un disseny híbrid.[33] No obstant això, el blindatge actiu complex no ha estat provat encara, amb capacitat de treball i els aspectes pràctics més incerts que el material de blindatge.[33]

Les disposicions especials també serien necessaris per protegir contra un esdeveniment solar de protons (SPE), el que podria augmentar els fluxos a nivells radiològics que matarien a un equip en hores o dies en lloc de mesos o anys. Les estratègies potencials de mitigació inclouen proporcionar un espai habitable petit darrere d'una nau espacial equipada amb un sistema de subministrament d'aigua o amb parets particularment gruixudes o proporcionar una opció d'avortar l'entorn de protecció proporcionada per la magnetosfera de la Terra. La missió Apollo va utilitzar una combinació d'ambdues estratègies. Un cop rebuda la confirmació d'una SPE, els astronautes passarien al mòdul de comandament, que tenia parets d'alumini més gruixudes que el mòdul lunar, llavors tornar a la Terra.
Per al blindatge de massa passiu, la quantitat requerida podria ser massa pesant per ser enlairada assequiblement a l'espai sense canvis en l'economia (com un hipotètic llançament espacial sense coet o l'ús dels recursos extraterrestres) — molts centenars de tones mètriques en un compartiment de la tripulació de mida raonable. Per exemple, un estudi de disseny de la NASA per a una gran estació espacial ambiciosa proveint de quatre tones mètriques per metre quadrat de blindatge deixaria caure l'exposició de la radiació de 2,5 mSv anualment (+/- un factor d'incertesa de 2), molt menor a les desenes de mSv o més en algunes zones naturals poblades amb alta radiació de fons a la Terra, però l'enorme massa necessària perquè el nivell de mitigació es consideri pràctic només seria possible amb la construcció de la primera catapulta electromagnètica lunar per llançar material.
Diversos mètodes actius de blindatge han estat considerats en menor massa pel blindatge passiu, però romanen en l'àmbit de l'especulació incerta en l'actualitat. Com que el segment de la radiació espacial penetra més lluny a través del gruixut material de blindatge, profundament en l'espai interplanetari, són nuclis carregats positivament en GeV, un escut de repulsió electroestàtica carregada positivament s'ha plantejat com a hipòtesi, però els problemes inclouen inestabilitats del plasma i les necessitats de manteniment d'energia constant per a un accelerador perquè la càrrega sigui neutralitzada pels electrons de l'espai profund. Una proposta més comuna és el blindatge magnètic amb superconductors (o corrents de plasma), encara que, entre altres complicacions, si es dissenyés un sistema relativament compacte, caldrien camps magnètics de fins a 10-20 Tesla al voltant d'una nau espacial tripulada més alts que de diversos Tesla en màquines MRI. L'ús de les estructures magnètiques que exposen a la tripulació a un alt camp magnètic podria complicar més les qüestions, encara que, des que les MRIs d'alt camp (5 Tesla o més) s'observa que produeixen mals de cap i migranyes en pacients MRI, i l'exposició d'alta duració d'aquests camps encara no han sigut estudiats. Els dissenys d'oposició d'electroimants poden cancel·lar el camp en seccions de la tripulació de la nau espacial, però augmentaria la massa del conjunt. També s'ha concebut un híbrid d'un blindatge electroestàtic i un blindatge magnètic, la càrrega neutra a grans distàncies i teòricament la reducció de les deficiències individuals de cadascun, però complex per dissenyar-ho de manera factible.
Part de la incertesa és que l'efecte de l'exposició humana als raigs còsmics galàctics és poc coneguda en termes quantitatius. La NASA Space Radiation Laboratory està estudiant els efectes de la radiació en els éssers vius, així com el blindatge protector.

### Drogues
Una altra línia d'investigació és el desenvolupament de fàrmacs que imiten i/o milloren la capacitat natural del cos per reparar el dany causat per la radiació. Alguns dels fàrmacs que s'estan estudiant són retinoides, que són vitamines amb propietats antioxidants, i molècules que retarden la divisió cel·lular, proporcionant temps al cos per reparar el dany abans que les mutacions nocives puguin ser duplicades.

### Temps de les missions
A causa dels possibles efectes negatius de l'exposició als raigs còsmics als astronautes, l'activitat solar pot tenir un paper en el viatge espacial del futur. A causa que els fluxos de rajos còsmics galàctics dins del sistema solar són més baixos durant els períodes d'intensa activitat solar, els viatges interplanetaris durant el màxim solar han de reduir al mínim la dosi mitjana per als astronautes.
Encara que l'efecte de la disminució de Forbush durant una ejecció de massa coronal (CMEs) pot reduir temporalment el flux dels raigs còsmics galàctics, la curta durada de l'efecte (1–3 dies) i l'aproximadament 1% de les possibilitats que un CME genera un perillós esveniment de protons solars limita la utilitat de les missions de temporització per coincidir amb CMEs.

### Selecció orbital
La dosi de radiació dels cinturons de radiació de la Terra se sol mitigar mitjançant la selecció d'òrbites que evitin els cinturons o passar a través d'ells amb relativa rapidesa. Per exemple, una òrbita terrestre baixa, amb baixa inclinació, serà generalment sota del cinturó interior.
L'òrbita del sistema Terra-Lluna en els punts de Lagrange L₂ - L₅ se'ls elimina la protecció de la magnetosfera de la Terra aproximadament dos terços del temps.
L'òrbita del sistema Terra-Sol en els punts de Lagrange L1 i L₃ - L₅ sempre estan fora de la protecció de la magnetosfera de la Terra.